# Adelaide d'Alsazia
Adelaide d'Alsazia o di Tours (805 circa – dopo l'866) fu, come moglie di Corrado il Vecchio, contessa di Parigi, e poi, come seconda moglie di Roberto il Forte marchesa di Neustria e contessa d'Orléans.

## Origine
Figlia secondogenita del conte di Tours, Ugo e della moglie Ava o Bava, come risulta dal testamento di Gerardo di Rossiglione, conte di Vienne. La sorella primogenita di Adelaide era Ermengarda di Tours, che sposando Lotario I, era divenuta imperatrice.

## Biografia
Secondo i Miraculis Sancti Germani, Adelaide, di natali gloriosi era la moglie del principe Corrado, anche lui di fulgida stirpe. Infatti Adelaide aveva sposato il conte di Parigi, Corrado di Borgogna, detto il Vecchio († 862/6), figlio di Guelfo I (769 circa-820), conte di Altdorf e di Edvige di Sassonia (767 circa-......). Le due sorelle di Corrado erano sposate con l'imperatore, Ludovico il Pio, Giuditta e con il re dei Franchi orientali, Ludovico II il Germanico, Emma.
Una composizione dei Poetae Latini è dedicata ad Adelaide.
Dopo la morte di Corrado il Vecchio, Adelaide, tra l'864 e l'866, sposò Roberto il Forte, come è indicato nelle Europäische Stammtafeln, vol II cap. 10(non consultate).
Roberto morì, nell'866, a Brissarthe durante la battaglia contro i Vichinghi.
Di Adelaide, rimasta vedova per la seconda volta, non si hanno più notizie e non si conosce l'anno della sua morte.

## Figli
Adelaide diede a Corrado cinque o forse sei figli:
- Guelfo II (? - † prima dell'876), conte di Linzgau e di Alpgau.
- Corrado II di Borgogna (ca. 835 † 876), conte di Auxerre e di Borgogna.
- Ugo l'abate (ca. 830- † 886), marchese di Neustria, conte di Tours e conte di Auxerre.
- Rodolfo (?-?), laico.
- Giuditta (?-?), che sposò Udo di Neustria
- Emma (?-?), molto probabilmente moglie di Roberto il Forte (ca. 820-866).

Secondo i Miraculis Sancti Germani Adelaide diede due figli a Roberto il Forte mentre secondo la Chronique de l'abbaye de Saint-Bénigne de Dijon Roberto il Forte conte d'Angiò ebbe due figli, che molto probabilmente non erano figli di Adelaide:
- Oddone (prima dell'860[11] oppure 865[12]-898), conte di Parigi e re dei Franchi Occidentali
- Roberto (860[11] oppure 866[12]-923), conte di Parigi e re dei Franchi Occidentali.

## Ascendenza
|                         |   |                     | Genitori |  |  | Nonni |  |  | Bisnonni              |  |  | Trisnonni             |  |
|                         |   |                     |          |  |  |       |  |  | Liutfrido I d'Alsazia |  |  | Adalberto I d'Alsazia |  |
|                         |   |                     |          |  |  |       |  |  | Liutfrido I d'Alsazia |  |  | Adalberto I d'Alsazia |  |
|                         |   | Gerlinde di Pfalzel |          |  |  |       |  |  | Liutfrido I d'Alsazia |  |  |                       |  |
| Liutfrido II di Sundgau |   |                     |          |  |  |       |  |  | Liutfrido I d'Alsazia |  |  |                       |  |
|                         |   | Iltrude             | …        |  |  |       |  |  |                       |  |  |                       |  |
|                         |   | Iltrude             | …        |  |  |       |  |  |                       |  |  |                       |  |
|                         |   | Iltrude             | …        |  |  |       |  |  |                       |  |  |                       |  |
| Ugo di Tours            |   | Iltrude             |          |  |  |       |  |  |                       |  |  |                       |  |
|                         |   | …                   | …        |  |  |       |  |  |                       |  |  |                       |  |
|                         |   | …                   | …        |  |  |       |  |  |                       |  |  |                       |  |
|                         |   | …                   | …        |  |  |       |  |  |                       |  |  |                       |  |
| Iltrude di Wormsgau     |   | …                   |          |  |  |       |  |  |                       |  |  |                       |  |
|                         |   | …                   | …        |  |  |       |  |  |                       |  |  |                       |  |
|                         |   | …                   | …        |  |  |       |  |  |                       |  |  |                       |  |
|                         |   | …                   | …        |  |  |       |  |  |                       |  |  |                       |  |
| Adelaide d'Alsazia      |   | …                   |          |  |  |       |  |  |                       |  |  |                       |  |
|                         | … | …                   |          |  |  |       |  |  |                       |  |  |                       |  |
|                         | … | …                   |          |  |  |       |  |  |                       |  |  |                       |  |
|                         | … | …                   |          |  |  |       |  |  |                       |  |  |                       |  |
| …                       | … |                     |          |  |  |       |  |  |                       |  |  |                       |  |
|                         |   | …                   | …        |  |  |       |  |  |                       |  |  |                       |  |
|                         |   | …                   | …        |  |  |       |  |  |                       |  |  |                       |  |
|                         |   | …                   | …        |  |  |       |  |  |                       |  |  |                       |  |
| Ava/Bava                |   | …                   |          |  |  |       |  |  |                       |  |  |                       |  |
|                         |   | …                   | …        |  |  |       |  |  |                       |  |  |                       |  |
|                         |   | …                   | …        |  |  |       |  |  |                       |  |  |                       |  |
|                         |   | …                   | …        |  |  |       |  |  |                       |  |  |                       |  |
| …                       |   | …                   |          |  |  |       |  |  |                       |  |  |                       |  |
|                         |   | …                   | …        |  |  |       |  |  |                       |  |  |                       |  |
|                         |   | …                   | …        |  |  |       |  |  |                       |  |  |                       |  |
|                         |   | …                   | …        |  |  |       |  |  |                       |  |  |                       |  |
|                         |   | …                   |          |  |  |       |  |  |                       |  |  |                       |  |

### Fonti primarie
- (LA) Rerum Gallicarum et Francicarum Scriptores, tomus XII..
- (LA) Monumenta Germaniae Historica, Scriptores, tomus XIII. URL consultato il 30 marzo 2020 (archiviato dall'url originale il 20 ottobre 2014)..
- (LA) Monumenta Germaniae Historica, Poetarum Latinorum Medii Aevi, Poetae Latini Aevi Carolini, tomus II. URL consultato il 30 marzo 2020 (archiviato dall'url originale il 20 ottobre 2014)..
- (LA) Monumenta Germanica historica, Scriptores, tomus II. URL consultato il 30 marzo 2020 (archiviato dall'url originale l'11 marzo 2016)..
- (LA) Annales Bertiniani..

### Letteratura storiografica
- René Poupardin, I regni carolingi (840-918), in «Storia del mondo medievale», vol. II, 1999, pp. 583–635